# Гелініт

Гелініт.JPG

Гелініт (рос.гелинит, англ. gelinite, нім. Helinit m) — мацерал мацеральної підгрупи геловітриніту в мацеральній групі вітриніту, що складається з безструктурних — гомогенних і аморфних заповнень тріщин і інших пустот.

## Історія
Термін введений в 1971 р. Міжнародним комітетом з петрології вугілля і органічної речовини (МКПВОР) для класифікації компонента гумінітової групи, що складається з чистого колоїдного гелю. Г. відповідає первинному поняттю «повторно осадженого гелю», для якого М.-Т.Стопс запропонувала назву «колініт».
Походження слова: gelu, us (лат.) — мороз, твердіння (тіл з віком).
Синоніми: колініт, гелоколініт (буре вугілля).

## Походження
Гелініт має вторинне походження. Він може залягати у вигляді основної маси з вкрапленнями мілонітизованих вугільних часточок в мікророзломах всередині вугільних пластів або може заповнювати клітинні порожнини склеротиніту, семіфюзиніту і фюзиніту. Розмір і форма часточок варіюють в залежності від конфігурації заповненої пустоти. Масивні заповнення можуть характеризуватися тріщинами.

## Властивості
Відбивна здатність Г. часто трохи вище, ніж у інших попутних вітринітових мацералів. Аморфний матеріал, що заповнює пустоти, може містити окремі смуги з різною відбивною здатністю.
Інтенсивність флуоресценції слабша, ніж у попутних мацералів колотелініту і колодетриніту, або ж відсутня. Серед мацералів вітринітової групи Г. має найменшу твердість.
Мацерал формується з гумусових колоїдів, що сформувалися на ранній стадії діагенезу рослинного матеріалу, потім просочили початковий матеріал і осади у вигляді колоїдного гелю. Гелініт у молодому вугіллі може бути попередником гелініту вугілля середнього і високого ступеня вуглефікації.

## Розповсюдження
Гелініт — найрідкісніший мацерал вітринітової групи. Найчастіше його можна виявити у вугіллі, що зазнало тектонічних порушень на ранніх стадіях вуглефікації. У пустотах Г. може залягати попутно з колорезинітом. Г. є частиною керогену типу III.